# Kanton Neustadt (Distrikt Marburg)
Der Kanton Neustadt war eine Verwaltungseinheit im Distrikt Marburg des Departement der Werra im napoleonischen Königreich Westphalen. Sitz der Kantonalverwaltung war die Kleinstadt Neustadt im heutigen Landkreis Marburg-Biedenkopf. Der Kanton umfasste 10 Dörfer und eine Stadt, war bewohnt von 5.361 Einwohnern und hatte eine Fläche von 2,66 Quadratmeilen.
Zum Kanton gehörten die Ortschaften:
- die Stadt Neustadt und die Dörfer
- Erksdorf,
- Holzburg,
- Merzhausen,
- Momberg,
- Ohmes,
- Ruhlkirchen,
- Seibelsdorf,
- Speckswinkel,
- Vockenrod,
- Willingshausen,